# Drysvyaty
Drūkšiai, još se naziva Drysviaty ili Drysvyaty, ili Drisvyaty (bjel. Дрысвяты, rus. Дрисвяты) je jezero koje se dijelom nalazi u sjeveroistočnom djelu Litve, a dijelom u Vitebskoj oblasti u Bjelorusiji. Voda iz jezera se koristila za hlađenje reaktora nuklearne elektrane Ignalinaa.
Najveća dubina jezera je 33,3 m, a prosječna dubina je 7,6 m. Najveće dubine se nalaze u blizini središta jezera. Najplići dio je na jugu jezera gdje je njegova dubina između 3 i 7 metara. Jezero se opskrbljuje vodom iz šest manjih rijeka.

## Vanjske poveznice
|  | Zajednički poslužitelj ima još gradiva o temi Drysvyaty |

- druksiai.lt  Arhivirana inačica izvorne stranice od 26. lipnja 2017. (Wayback Machine)